# 海豚級潛艇
海豚級潛艇為以色列海軍的常規動力潛艦、後型艦為絕氣推進動力潛艇，由德國基爾的哈德威造船廠（HDW）所設計的一項新型潛艇，並由哈德威造船廠（HDW）和蒂森北海工廠（TNSW）共同負責造艦工程。该艇用于替代以海军70年代购得的盖尔级潜艇。
在波斯灣戰爭後的1991年，以色列向德國簽訂3艘海豚級潛艇的合約，其中兩艘由德國贈送，1艘為共同出資（德國政府基於過去納粹殘害猶太人的歷史道義責任以及为平息海湾战争后以对德援助伊拉克开发化武的愤怒所做的決策）。第一艘「海豚號」在1998年服役。海豚級潛艇的廠方編號為『Type 800』，對外聲稱為209級潛艇的改良型，但外型與209級有相當大的落差，反而較接近212A級，因此海豚級在一般歸類上不被視為209級家族成員。以色列在1999-2000年引進3艘服役，2006年增訂2艘裝有絕氣動力系統的改良型海豚級，2011年再度追加1艘，因此以色列未來有3艘海豚級、3艘裝有AIP的改良型海豚級。
海豚級潛艇與一般西方國家潛艦較為不同的部分是她配備有650公厘魚雷發射管，大口徑發射管可配置水雷、特戰人員用水下載具，甚至是潛射巡弋飛彈；在2000年有報導聲稱海豚級在印度洋完成巡弋飛彈試射该导弹有1,500（930英里）的射程，可装备重200-（440-英磅）的核弹头，其中有6（13英磅）的铀。如果属实，以色列将拥有核报复的能力。

## 建造
海豚級的造艦預算在1989年7月編列，1990年1月開始執行，由於波斯灣戰爭前西德政府海關對外輸出監控不周，讓伊拉克得到西德廠商協助建造可生產化學武器及毒氣的工廠，違背西德在1987年簽訂的導彈技術控制協議，且伊拉克在波灣戰爭期間持續使用飛雲彈道飛彈對以色列境內發動攻擊，讓以色列內部的危機意識升高；以色列利用這些理由向德國索討補償，德國總理柯爾同意德國政府替以色列全額支付前兩艘海豚級潛艦、第三艘潛艦則補貼50%，作為以色列的戰爭補償，同時也彌補德國廠商在冷戰結束後流失的軍火產業訂單。第一批次的海豚級使用德國209級潛艇設計改良。
第二批次海豚級的採購談判在21世紀，2006年以色列與德國達成協議增訂2艘第二批次海豚級，第二批次引進了部分212A級潛艇關鍵技術，最重要的升級是增設絕氣推進裝置，因此第二批次海豚級較第一批次排水量大增，且內部結構有28%重新設計。2006年7月6日，第二批次海豚級開工，2艘總價13億歐元，其中有三分之一的造艦經費由德國政府補助，在2012年以前德國政府已經支付1.7億歐元給蒂森克虜伯造船部門。在2006年的協議中原先並不存在第三艘第二批次訂單，以色列與德國在2010年仍否認這個議題；但2011年5月以色列改口承認訂購了第三艘第二批次海豚級，合約總價10億美元；原本德國政府不打算繼續補貼這艘潛艦的訂單，但是在2011年7月德國與以色列達成協議，仍然補助了1.35億歐元建造。
2017年10月，以色列與德國證實兩國簽訂諒解備忘錄，以色列將在2027年訂購3艘第三批次的海豚級潛艇取代第一批次的3艘海豚級，德國政府仍將補貼該批訂單的三分之一預算。